# Florian Grengbo
Florian Grengbo (Bourg-en-Bresse, 23 de junio de 2000) es un deportista francés que compite en ciclismo en la modalidad de pista.
Participó en los Juegos Olímpicos de Tokio 2020, obteniendo una medalla de bronce en la prueba de velocidad por equipos (junto con Rayan Helal y Sébastien Vigier).
Ganó dos medallas en el Campeonato Mundial de Ciclismo en Pista, en los años 2021 y 2023, y una medalla de plata en el Campeonato Europeo de Ciclismo en Pista de 2024.

## Medallero internacional
| Juegos Olímpicos   | Juegos Olímpicos         | Juegos Olímpicos  | Juegos Olímpicos      |
| Año                | Lugar                    | Medalla           | Competición           |
| ------------------ | ------------------------ | ----------------- | --------------------- |
| 2020               | Tokio (Japón)            | Medalla de bronce | Velocidad por equipos |
| Campeonato Mundial |                          |                   |                       |
| Año                | Lugar                    | Medalla           | Competición           |
| 2021               | Roubaix (Francia)        | Medalla de plata  | Velocidad por equipos |
| 2023               | Glasgow (Reino Unido)    | Medalla de bronce | Velocidad por equipos |
| Campeonato Europeo |                          |                   |                       |
| Año                | Lugar                    | Medalla           | Competición           |
| 2024               | Apeldoorn (Países Bajos) | Medalla de plata  | Velocidad por equipos |